# 阿加戈區
阿加戈區是非洲中部國家烏干達的111個區之一，由北部區負責管轄，首府是阿加戈，海拔高度1,060米，距離首都坎帕拉約370公里和基特古姆約80公里，2002年人口估計為184,000。

## 外部連結
- Proposed Agago District Homepage

02°50′N 33°20′E / 2.833°N 33.333°E